# Touch ID

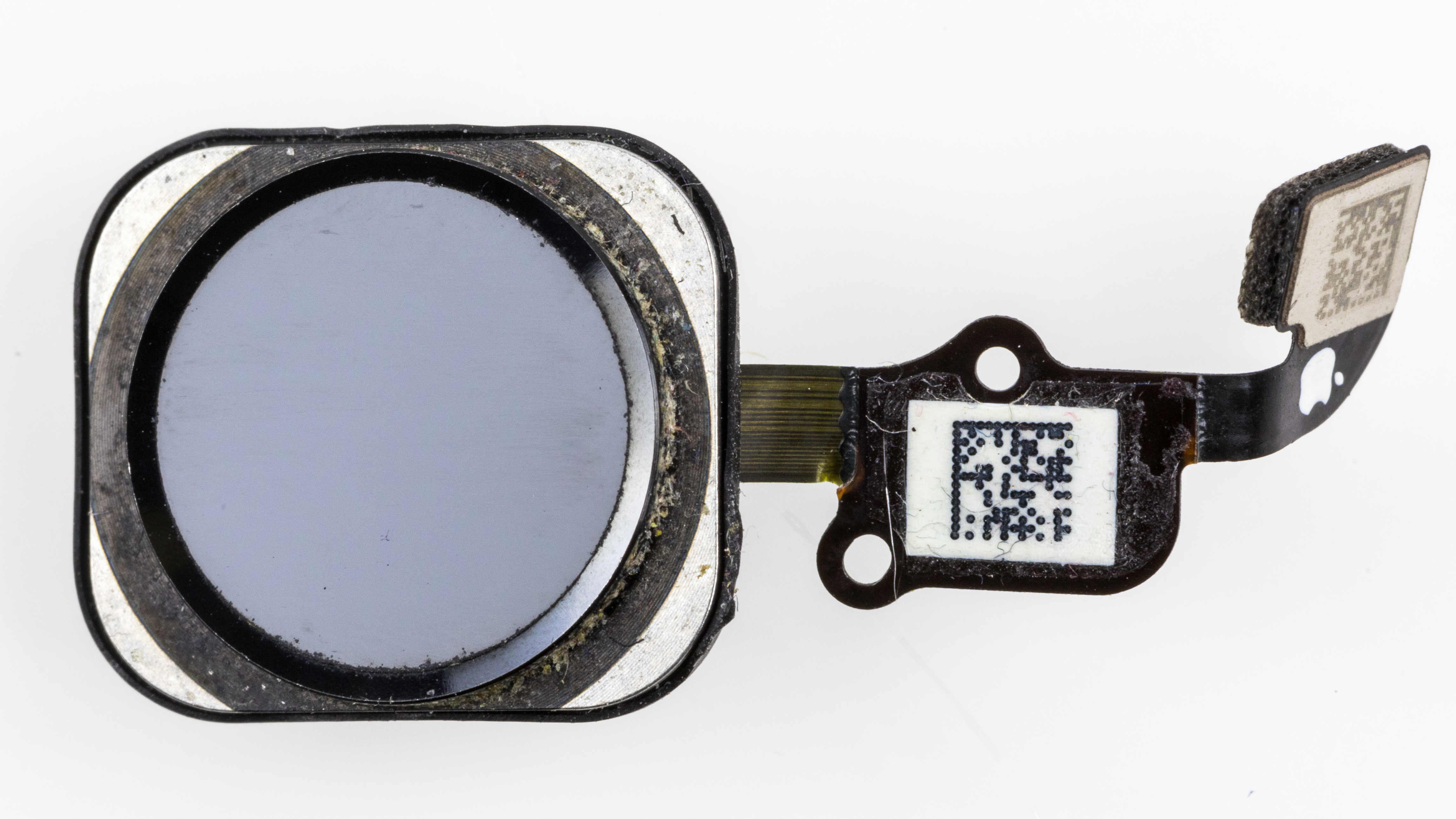
Touch ID, separiert

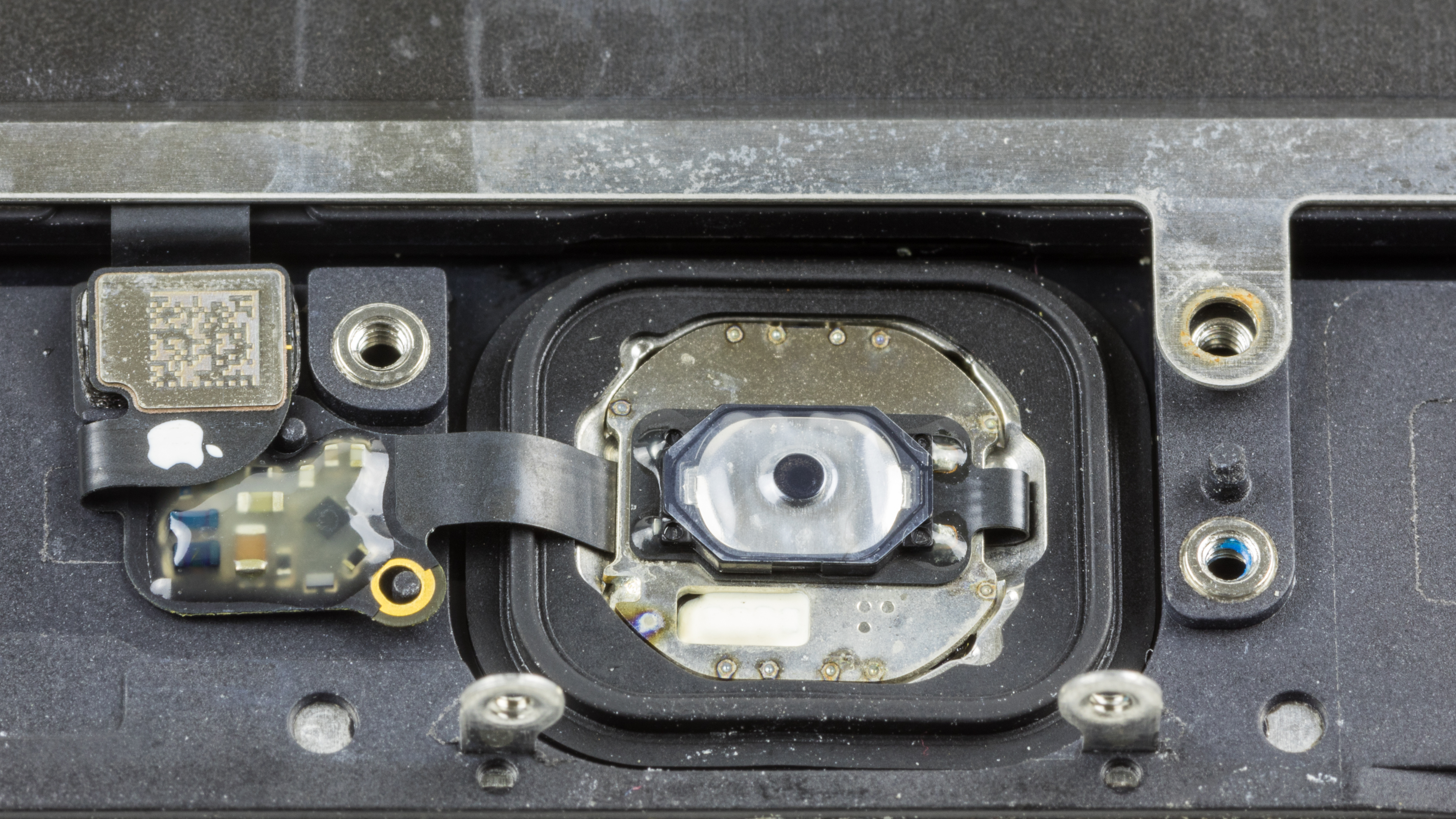
Touch ID im geöffneten Gehäuse, rückwärtige Ansicht

Als Touch ID bezeichnet das US-amerikanische Unternehmen Apple Inc. einen im Jahr 2013 eingeführten Fingerabdruckscanner. Er wurde entwickelt, um das Gerät schnell zu entsperren, ohne eine PIN oder ein Passwort zu benutzen. Der Fingerabdruckscanner wurde in vielen iPhones und iPads in der Home-Taste integriert. Eine Besonderheit stellen das iPad Air (4. Generation) und das iPad Mini (6. Generation) dar, die keine Home-Taste besitzen, aber Touch ID in der oberen Taste (Ein-/Ausschalter) eingebaut haben. Ab dem iPhone X, das keine Home-Taste mehr besitzt, wurde es durch Face ID ersetzt. Eine dritte Variante von Touch ID findet sich in verschiedenen MacBooks. Dort ist der Fingerabdruckscanner im Ein-/Ausschalter ganz oben rechts auf der Tastatur eingebaut. Die drahtlose Tastatur des iMacs mit M1 Prozessor ist in einer Variante mit Touch ID verfügbar und grundsätzlich mit allen M1 Macs einsetzbar.

## Funktionsweise

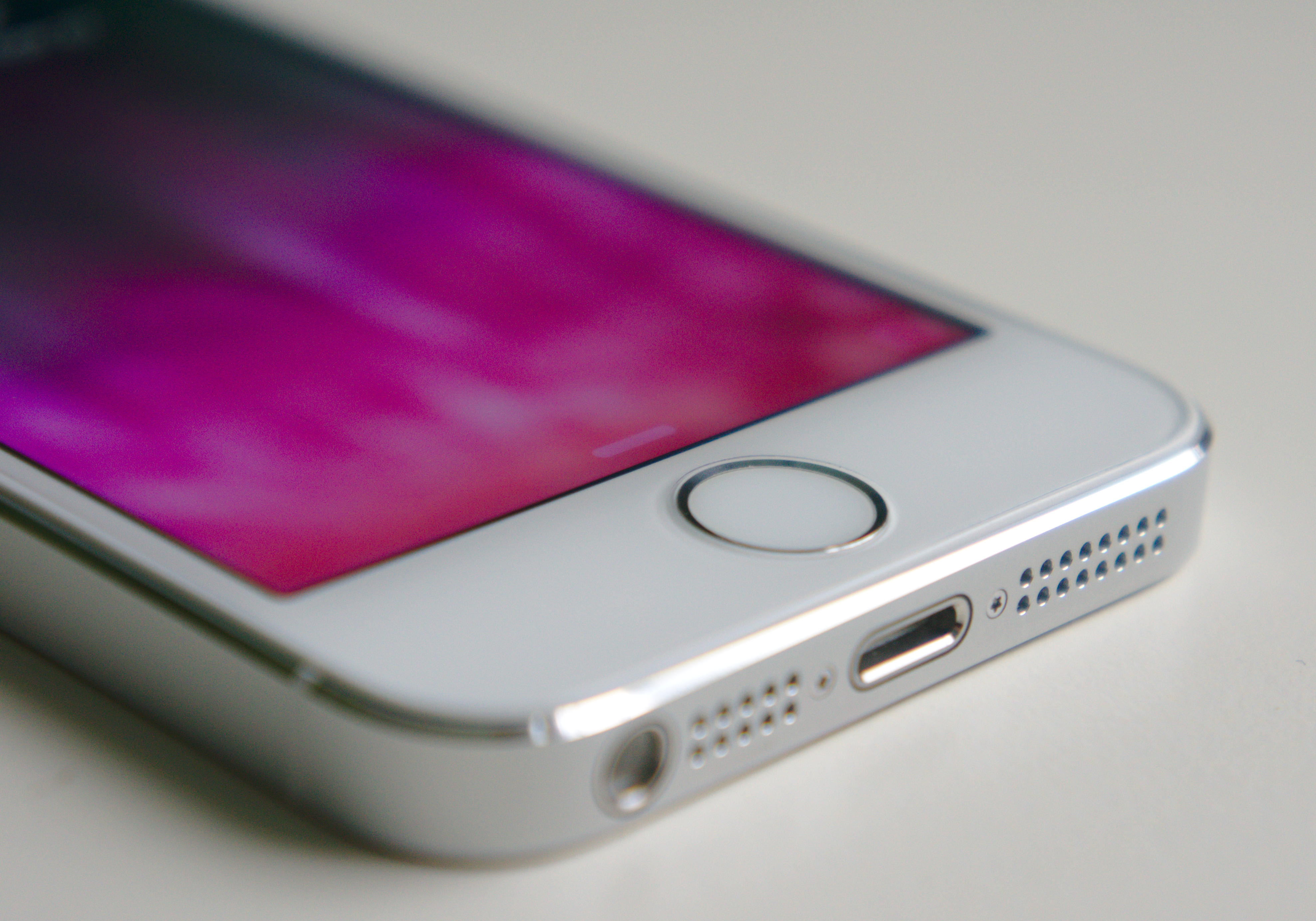
Home-Taste aus Saphirglas mit Touch-ID-Sensor und Edelstahlring

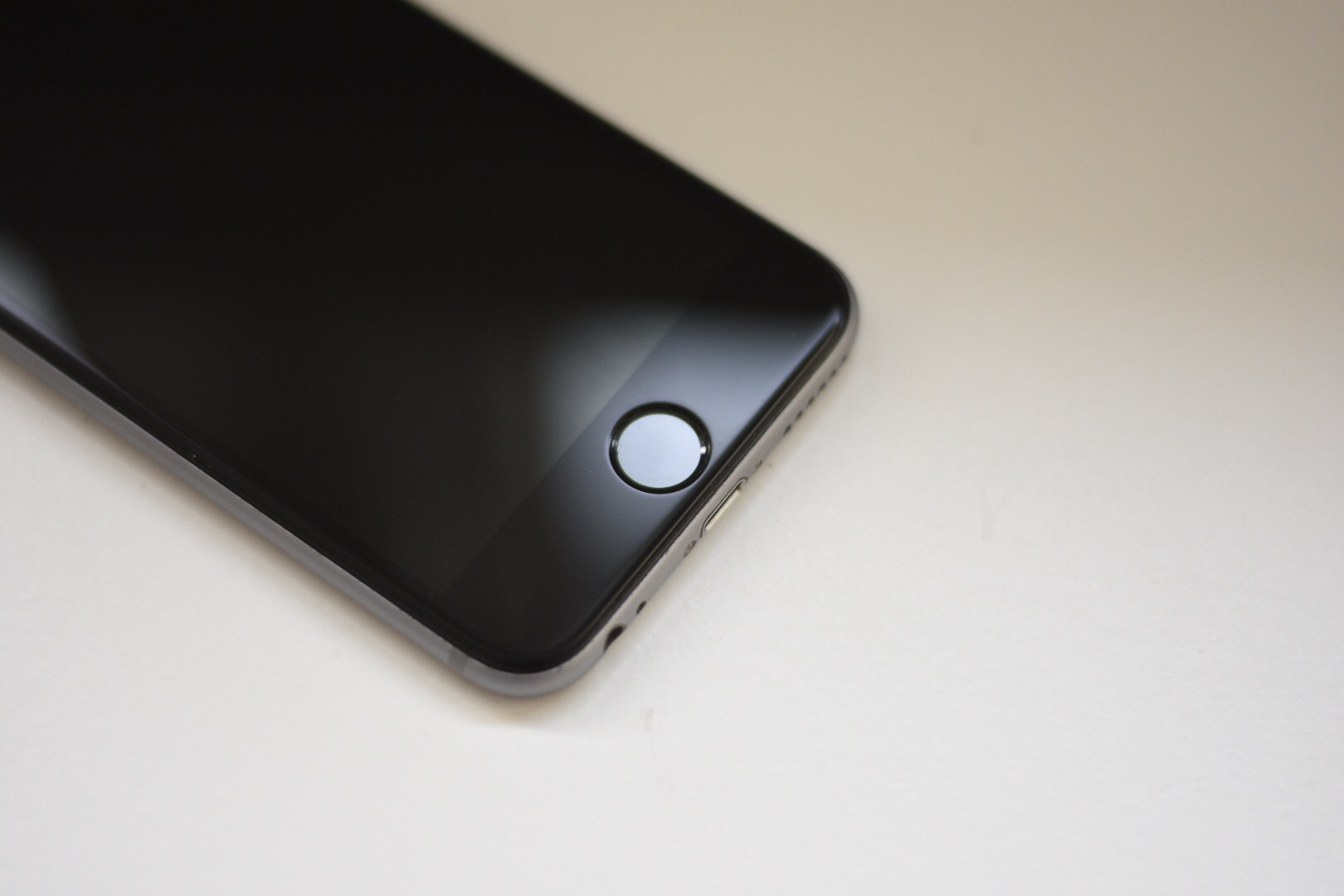
Touch ID eines iPhone 6S

Unter iOS und iPadOS können bis zu fünf verschiedene Fingerabdrücke gespeichert werden, unter macOS drei pro Benutzer.
Die Fingerabdrücke werden im Gerät nicht originär, sondern dauerhaft nur in Form einer Prüfsumme hinterlegt. Diese wird mittels einer Hashfunktion gewonnen und im iPhone gespeichert. Mit der Freischaltung können auch weitergehende, benutzerbezogene Onlinedienste genutzt werden.
Der Sensor in allen Touch-ID-unterstützenden Geräten hat eine Auflösung von 88 × 88 Pixel, was einer Pixeldichte von 500 ppi entspricht. Die Oberfläche des Sensors besteht aus Saphirglas, um ihn robust und widerstandsfähig gegen Kratzer und Abnutzung zu machen. Beim Entsperren wird der Scan des Fingerabdrucks an den Prozessor übertragen, in Vektoren umgerechnet und mit den gespeicherten Abdrücken verglichen. Der gescannte Abdruck wird danach wieder gelöscht.
Mit der Veröffentlichung von iOS 8 können neben der Nutzung von Touch ID zum Entsperren des Geräts und zum Tätigen von Einkäufen im iTunes- und App Store auch Drittanbieter-Apps den Touch-ID-Sensor nutzen, so dass selbst bei entsperrtem Gerät beim Öffnen bestimmter Apps wieder ein Fingerabdruck nötig wird, um die App zu nutzen. So kann auch via Apple Pay bezahlt werden. Der Fingerabdrucksensor dient dabei als Schlüssel.
Bei Tests des iPhone 5s wurde der zuverlässig funktionierende Touch-ID-Sensor gelobt.

## Sicherheit
Das SoC des Gerätes enthält einen Co-Prozessor, der unter anderem für den Fingerabdrucksensor zuständig ist und mit eigener Firmware betrieben wird. Dieser Secure Enclave wird bei der Produktion eine individuelle ID zugewiesen, die weder Apple noch dem Hersteller bekannt ist. Während des Bootvorgangs wird geprüft, ob die Firmware des Co-Prozessors verifiziert und von Apple signiert ist. Eventuelle Sicherheitslücken in iOS würden somit keine Manipulation der Fingerabdruckdaten zulassen. Daten, die im gemeinsamen Speicher mit iOS liegen, sind mit einer eindeutigen ID und einem Zähler verschlüsselt und sollen weder für Apple noch für eventuelle Angreifer manipulierbar sein.
Am 21. September 2013 meldete der Chaos Computer Club (CCC), die Touch-ID-Sicherheitssperre auch ohne einen echten Finger überwunden zu haben. Dabei wurde ein auf der Displayoberfläche befindlicher Fingerabdruck mit 2400 ppi Auflösung gescannt und der Scan anschließend digital nachbearbeitet – dabei unter anderem binärisiert. Das bearbeitete Bild wurde mit einem Laserdrucker bei einer Auflösung von 1200 ppi auf eine Transparenzfolie gedruckt, welche als Maske für die Belichtung einer Leiterplatte benutzt wurde. Anschließend wurde die UV-belichtete Platine geätzt und mit Graphit besprüht, um die Struktur und Leitfähigkeit des späteren Trägermaterials zu erhöhen. Abschließend wurde mit aufgebrachtem Holzleim die Fingerattrappe erstellt und in einem Testversuch nach wenigen (korrekten) Zurückweisungen fälschlicherweise akzeptiert. Heise-Security-Chefredakteur Jürgen Schmidt hält Touch ID dennoch für sinnvoll, praktikabel und eine Verbesserung der Sicherheit, da „die über 50 Prozent der iPhone-Nutzer, die derzeit gar keine Sperre haben, endlich einen Passcode einrichten“ müssen, um die Funktion zu verwenden.

## Fehler 53
Im Zusammenhang mit Touch ID tritt der „Fehler 53“ auf, sofern nach einem Austausch der Home-Taste in einer freien Werkstatt ein Softwareupdate und anschließend eine Wiederherstellung durchgeführt wird. Im Anschluss ist das Gerät nicht mehr benutzbar. Nicht gesicherte Daten sind verloren. Mediale Aufmerksamkeit erzeugte der Fehler durch einen Artikel im Guardian. Der Journalist Antonio Olmos ließ sein defektes iPhone-6-Display und seine Home-Taste in einer freien Werkstatt in Mazedonien tauschen. Zunächst ließ sich das Gerät nach dem Umtausch weiterhin nutzen. Bei der Installation der neusten iOS-Version trat jedoch Fehler 53 auf.
Ursache ist der fehlende Abgleich mit der originalen Home-Taste und Apples Secure Enclave, die auf dem Logicboard hinterlegt ist. Laut Apple tritt dieser Fehler aus Sicherheitsgründen gewollt auf, um einen Zugriff auf die Fingerabdruckdaten zu unterbinden. Betroffen sind das iPhone 6, iPhone 6 Plus, iPhone 6s und iPhone 6s Plus, nicht jedoch das iPhone 5s. Unklar ist, ob Fehler 53 gegen das Verbraucherschutzrecht verstieß, da er absichtlich herbeigeführt wurde. Mit Build 13D20 der Betriebssystem-Version iOS 9.2.1 wurde das Problem entfernt, angeblich aus Sicherheitsgründen ist Touch ID dann allerdings weiterhin nicht verwendbar.

## Generationen
| Generation | Modell |
| ---------- | --- |
| 1          | - iPhone 5s - iPhone SE (1. Generation) - iPhone 6 - iPhone 6 Plus - iPad mini 3 - iPad mini 4 - iPad Pro 12.9 (1. Generation) - iPad Pro 9.7 - iPad (2017) - iPad (2018) - iPad (2019) |
| 2          | - iPhone 6s - iPhone 6s Plus - iPhone 7 - iPhone 7 Plus - iPhone 8 - iPhone 8 Plus - iPhone SE (2. Generation) - iPhone SE (3. Generation) - MacBook Pro (ab 2016; mit Touch Bar) - iPad Pro 10.5 (1. Generation) - iPad Pro 12.9 (2. Generation) - MacBook Air Retina - iPad Air 2 - iPad Air (3. Generation) - iPad mini (5. Generation) |
| 3          | - iPad Air (4. Generation) - iPad mini (6. Generation) - iPad Air (5. Generation) |